# Nils Alwall
Nils Alwall (n. 7 octombrie 1904, Comitatul Scania, Suedia – d. 2 februarie 1986, Lund, Malmöhus⁠(d), Suedia),profesor suedez la Universitatea Lund, Suedia, a fost un pionier în hemodializă și inventatorul unuia dintre primele mașini de dializă practice. Alwall a fost pionierul tehnicii de ultrafiltrare și a introdus principiul hemofiltrării. Alwall este menționat ca „tatăl tratamentului extracorporal al sângelui.”

## Rinichi artificial

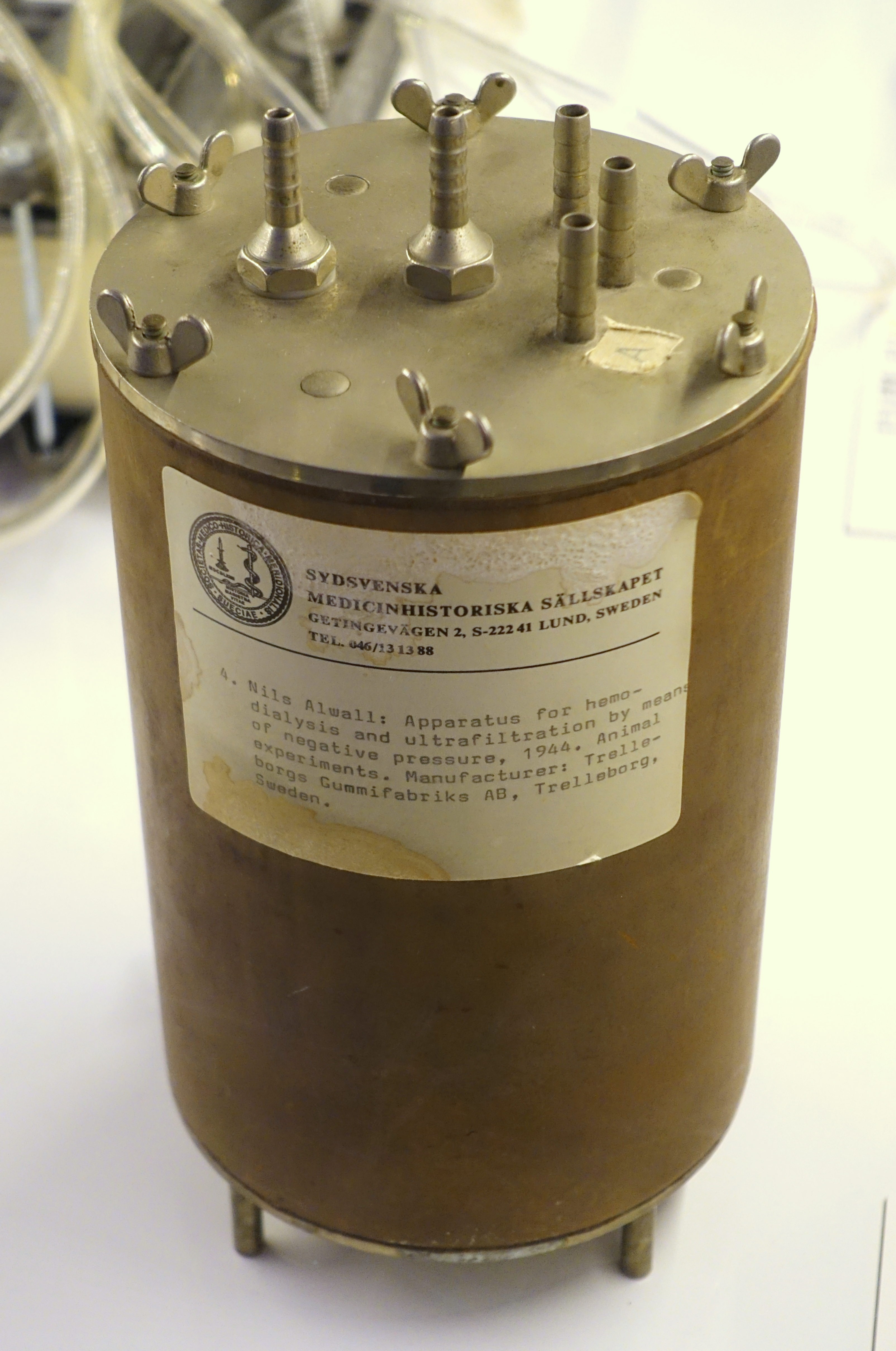
Aparat de dializă pentru iepuri, Nils Alwall, 1944

Willem Johan Kolff a construit primul rinichi artificial, cu toate acestea nu a fost foarte util clinic, deoarece nu a permis îndepărtarea excesului de lichid. Alwall a modificat o construcție similară cu rinichiul Kolff prin închiderea acestuia în interiorul unei canistre din oțel inoxidabil. Acest lucru a permis îndepărtarea fluidelor, prin aplicarea unei presiuni negative asupra canistrei exterioare. Astfel, făcându-l primul dispozitiv cu adevărat practic pentru hemodializă. Alwall și-a tratat primul pacient în leziuni renale acute pe 3 septembrie 1946, care a răspuns bine la tratament, dar a murit de pneumonie la scurt timp după aceea.
Alwall a fost, de asemenea, fără îndoială inventatorul șuntului arteriovenos pentru dializă. El a raportat acest lucru pentru prima dată în 1948, unde a folosit un astfel de șunt arteriovenos la iepuri. Ulterior, el a folosit astfel de șunturi, realizate din sticlă, precum și dializorul său cu canistră, pentru a trata 1.500 de persoane în insuficiență renală între 1946 și 1960, așa a raportat la Primul Congres Internațional de Nefrologie care a avut loc la Evian în septembrie 1960.
Din 2007, doi pacienți pentru care terapia de substituție renală a fost inițiată de Alwall în 1968 și, respectiv, 1971 au supraviețuit timp de peste 35 de ani pe hemodializă. Acești pacienți reprezintă doi dintre cei mai longevivi supraviețuitori cunoscuți ai hemodializei la nivel mondial.

## Viața ulterioară
Alwall a fost numit în funcția de președinte nou creat la catedra de nefrologie de la Universitatea Lund în 1957. Ulterior, el a colaborat cu omul de afaceri suedez Holger Crafoord pentru a fonda una dintre companiile-cheie care produce echipamente de dializă în ultimii 40 de ani,  Gambro, Inc.

## Premiul Nils Alwall
În onoarea progreselor și realizărilor lui Alwall, Premiul Nils Alwall este acordat în fiecare an pentru „Cercetare revoluționară în domeniul terapiei de substituție renală.”